# Lispocephala brunneipennis
Lispocephala brunneipennis är en tvåvingeart som beskrevs av Hardy 1981. Lispocephala brunneipennis ingår i släktet Lispocephala och familjen husflugor. Inga underarter finns listade i Catalogue of Life.